# Denkmal König Friedrich I. (Berlin)

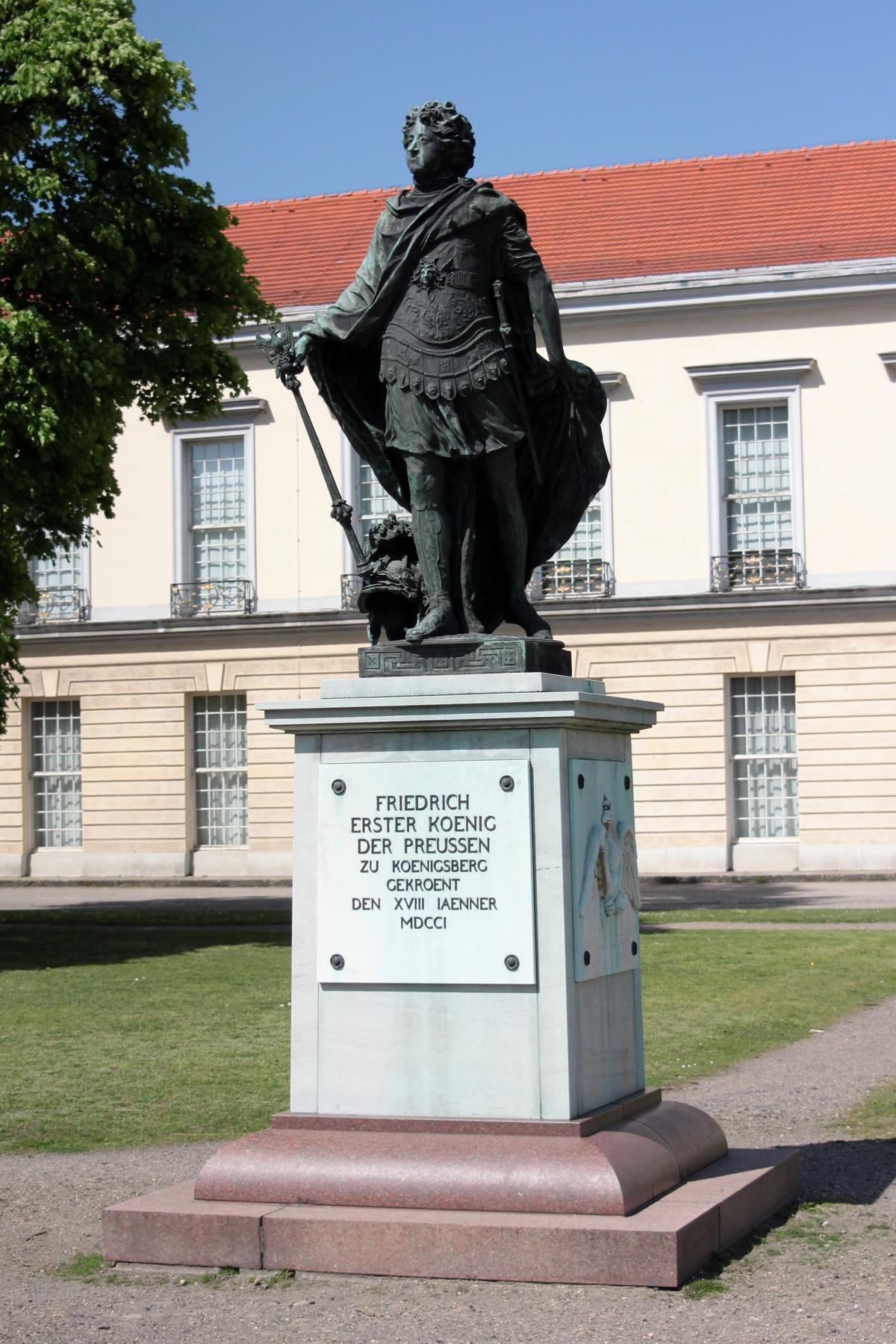
Denkmal König Friedrich I. (Preußen) vor Schloss Charlottenburg in Berlin

Das Denkmal des Königs Friedrich I. ist ein Denkmal in Berlin.
Es handelt sich um eine genaue Nachbildung des Denkmals König Friedrichs I. in Königsberg, das seit 1802 vor dem dortigen Schloss zur Erinnerung an Friedrich I. stand und nach 1945 verlorengegangen war. Es war ein Werk Andreas Schlüters aus den Jahren 1697/98.
Auf Initiative von Gerhard Marcks und Waldemar Grzimek entstanden 1972 in Berlin-Köpenick zwei Nachgüsse anhand einer Gipskopie des Originals, das in der Ost-Berliner Staatlichen Gipsformerei aufgefunden worden war. Gesetzt auf eine Reproduktion des Original-Sockels, ein Werk des Bauforschers und Denkmalschützers Hartwig Schmidt und des Bildhauers Fritz Becker, wurde einer der Nachgüsse zur Ehre des Bauherren am Schloss Charlottenburg aufgestellt.

## Literatur

Umhang und Panzer
Schwert
Zepter
Mimik
Helm am rechten Fuß Friedrichs